# Mariam Ndagire
Mariam Ndagire es una cantante, animadora, actriz, dramaturga, directora y productora de cine ugandesa.

## Biografía
Ndagire nació en Kampala, capital de Uganda. Asistió a la escuela primaria Buganda Road, antes de transferirse a la secundaria Kampala, donde completó su educación de nivel superior. Después de sus estudios nivel A, asistió al Trinity College Nabbingo, en el distrito de Wakiso, donde se graduó con un diploma de escuela secundaria.
Obtuvo un diploma superior en marketing de la Escuela de Negocios de la Universidad de Makerere en Nakawa y un Diploma en Música, Danza y Teatro de la Universidad Makerere, la universidad pública más grande y antigua de Uganda.

## Carrera
Ndagire comenzó como actriz de teatro, a los 15 años. Luego se unió a Black Pearls de Omugave Ndugwa en 1987, donde protagonizó varias obras de teatro hasta 1993. Mientras estuvo allí, coescribió su primera obra titulada "Engabo Y'addako". Más tarde, junto con Kato Lubwama y Ahraf Simwogerere, formaron su propio grupo Diamonds 'Ensemble y escribieron varias obras.
Creó The Next Ugandan Music, un programa al estilo de American Idol. También inició un taller de capacitación para cineastas en el Centro de Artes Escénicas y Cinematográficas Mariam Ndagire MNFPAC. Entre los participantes de los talleres se encuentran Sarah Kisauzi Sentongo, una actriz, y la guionista Usama Mukwaya.

## Cine y televisión
| Año             | Título                           | Rol                                      | Notas                 |
| --------------- | -------------------------------- | ---------------------------------------- | --------------------- |
| 2007            | Down This Road I Walk            | Escritora, directora, productora, actriz | Largometraje          |
| 2008            | Strength of a Stranger           | Escritora, directora, productora, actriz | Largometraje          |
| 2009            | Hearts in Pieces                 | Escritora, directora, productora, actriz | Largometraje          |
| 2010 – ongoing  | Tendo Sisters                    | Escritora, directora, productora, actriz | serie de televisión   |
| 2011            | Where We Belong                  | Escritora, directora, productora, actriz | Largometraje          |
| 2012            | Dear Mum                         | Escritora, directora, productora, actriz | Largometraje          |
| 2013 – on going | Anything But Love                | Escritora, directora, productora         | serie de televisión   |
| 2013            | Belated Trouble                  | Escritora, directora, productora, actriz | Largometraje          |
| 2013            | You Can't Break My Will          | Escritora, directora                     | Cortometraje          |
| 2015 – on going | J-Rose                           | Escritora, directora, productora         | serie de televisión   |
| 2016            | Vicky's Dilemma                  | Director, productora                     | Cortometraje          |
| 2016            | Intimate Partner Violence series | Director, productora                     | Cortometraje          |
| 2017            | Nsaali                           | Escritora, directora, productora         | Feature Film          |
| 2017 – ongoing  | BA-AUNT                          | Escritora, directora, productora, actriz | serie de televisión   |
| 2017            | KAALA                            | Productora                               | Cortometraje          |
| 2019 - ongoing  | OUR PERFECT WEDDING UGANDA       | Director, productora                     | Reality show de bodas |